# (7781) Townsend
(7781) Townsend (1993 QT) – planetoida z pasa głównego asteroid okrążająca Słońce w ciągu 2,74 lat w średniej odległości 1,96 j.a. Odkryta 19 sierpnia 1993 roku.